# Biserica Boiana

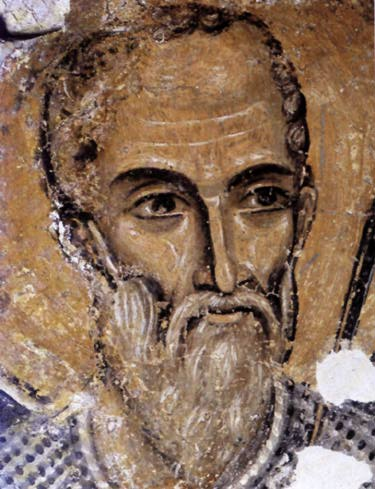
Frescă cu Sf. Nicolae

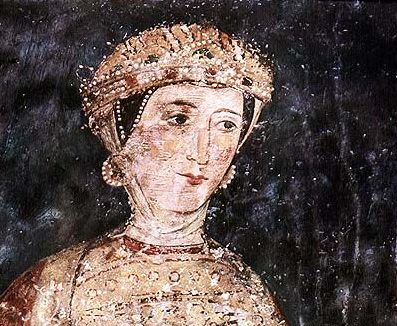
Frescă de reprezintă pe Desislava, ctitor al bisericii

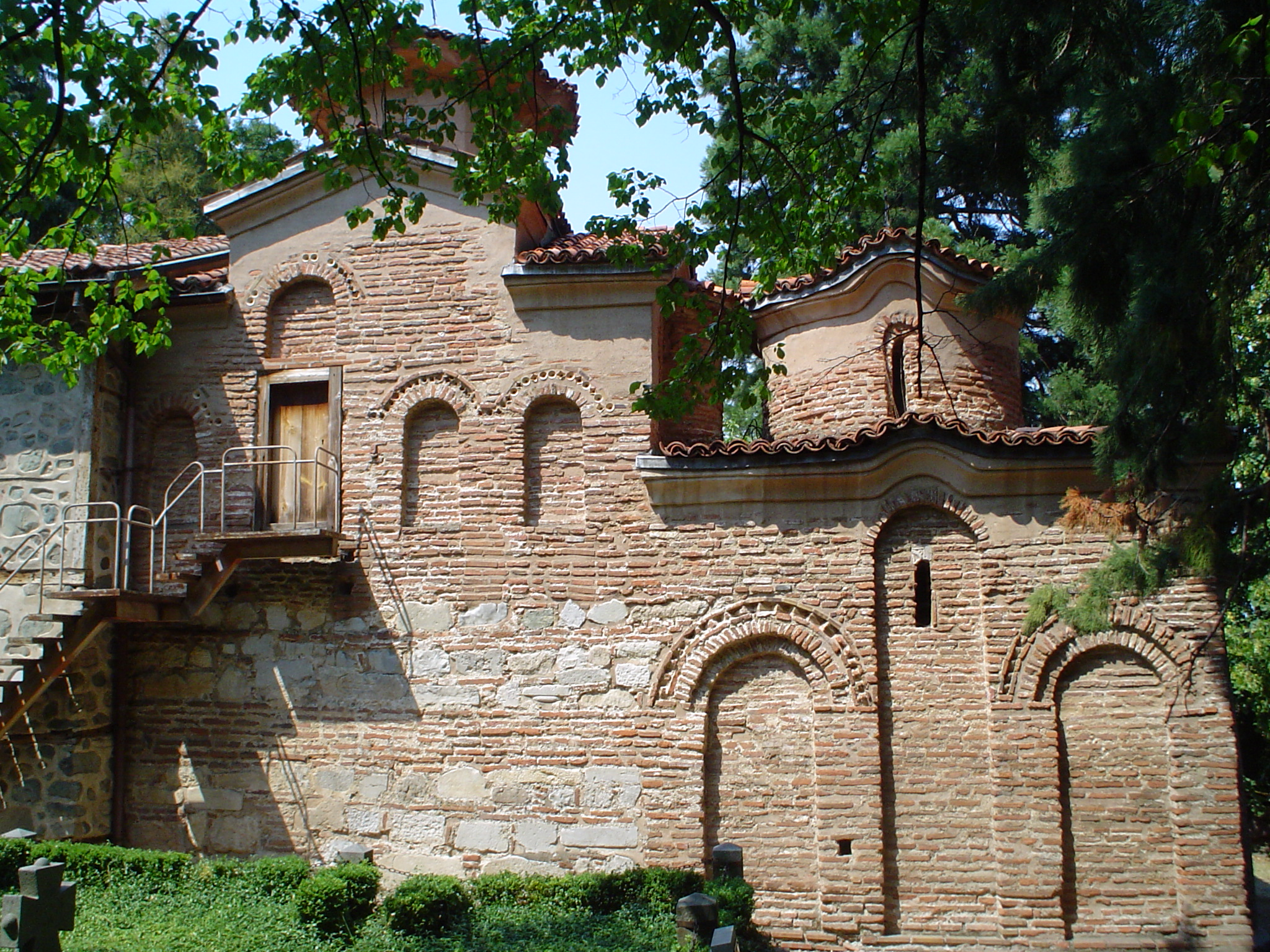
Vedere de ansamblu a bisericii Boiana

Biserica Boiana (în bulgară Боянска църква, Boianska țărkva) este o biserică ortodoxă bulgară medievală aflată la marginea Sofiei, capitala Bulgariei, în cartierul Boiana. Aripa de est a bisericii cu două caturi a fost inițial construită la sfârșitul secolului al X-lea sau începutul secolului al XI-lea, apoi aripa centrală a  fost adăugată în secolul al  XIII-lea în timpul celui de al Doilea Imperiu Bulgar, întreaga clădire fiind terminată cu încă o extindere spre vest la jumătatea secolului al XIX-lea.
Biserica este celebră în toată lumea în principal datorită frescelor ei datând din 1259. Ele formează un al doilea strat peste picturile din secolele anterioare și reprezintă unul dintre cele mai complete și mai bine conservate ale artei medievale est-europene. 89 de scene cu 240 de portrete apar pe pereții bisericii. Numele pictorului a fost descoperit recent într-o inscripție scoasă la iveală în timpul lucrărilor de restaurare: „zograf Vassilii din satul Subonoșa, Sersko și ucenicul lui, Dimităr”.
Directorul Muzeului Național de  Istorie, Bojidăr Dimitrov a declarat: „Renovarea a adus la iveală o rară inscripție sub un strat de tencuială de pe unul din pereți... Acum știm cu siguranță numele pictorului. Maestrul de la Boiana din secolul al XIII-lea a fost singurul pictor, între regi și  nobili, al cărui nume era pomenit în mod regulat la slujbele bisericii.” Restauratorul Grigori Grigorov a dat și motivul: „Religia ortodoxă interzice pictorului să se manifeste singur, întrucât în ochii preoților, mâna lui este călăuzită de Dumnezeu. Dar acest pictor și-a inscripționat numele, știind că credincioșii nu-l vor putea vedea.”
18 scene din nartex prezintă viața sfântului Nicolae. Pictorul a extras unele aspecte din stilul de viață contemporan. În Minunea de pe Mare, nava și costumația marinarilor amintește de  flota venețiană. Portretele ctitorilor bisericii — sebastocratorul Caloian și al soției sale Desislava, precum și cele ale țarului bulgar Constantin Tih și Tsaritsa Irina, sunt considerate a fi printre cele mai  impresionante și pline de viață fresce din biserică, aflându-se pe zidul său de nord.
Pe lângă primul stat de fresce din secolele al XI-lea–al XII-lea, dintre care s-au păstrat doar câteva fragmente, și pe lângă celebrul strat al doilea de picturi din 1259, biserica mai are și câteva fresce ulterioare, din secolele al XIV-lea până în secolele al XVI-lea–al XVII-lea, precum și din 1882.
Monumentul a fost adăugat la lista patrimoniului mondial UNESCO în 1979. Frescele au fost restaurate și curățate în 1912-1915 de un specialist austriac și unul bulgar, precum și în anii 1934 și 1944. Biserica a fost închisă publicului în 1977 pentru a fi conservată și restaurată și a fost redeschisă în 2000. 
Pisania ctitorilor, scrisă în bulgara medievală în 1259 conține textul: Arhivat în 3 martie 2016, la Wayback Machine.
„
+взъдвиже сѧ ѿ земѧ и създа сѧ прѣчисты хра

мъ ст҃аго иерарха х҃ва николы ст҃аго и великѡ

славнагѡ мѫченика хв҃а пантелеимѡна тече

ниемъ и трѹдомъ и любовиаѧ многоаѫ калѡ

ѣнѣ севастократора братѹчѧди цр҃ва внѹкъ ст҃а

стефана кралѣ србьскаго написа же сѧ при цр҃

вство блгарское при благовѣрнем и бг҃очь

стивѣмъ и хр҃столюбивѣмъ цр҃и костан

динѣ асѣна едикто з҃ в лѣто

.ѕ҃.ѱ.ѯ҃з҃”
„Acest neprihănit lăcaș închinat Sfântului Ierarh Nicolae și Sfântului Mucenic Pantelimon a fost ridicat și înălțat cu cheltuiala, strădania și dragostea lui Caloian, sebastokrator, vărul țarului, nepotul lui Sfântului Ștefan, regele Serbiei. Scris în Imperiul Bulgar sub evlaviosul și credinciosul țar Constantin Asan. Indicțiune 7 din anul 6767 [1259].”